# 14697 Ronsawyer
14697 Ronsawyer este un asteroid din centura principală de asteroizi.

## Descriere
14697 Ronsawyer este un asteroid din centura principală de asteroizi. A fost descoperit pe 6 ianuarie 2000 la Kitt Peak National Observatory în cadrul proiectului Spacewatch. Asteroidul prezintă o orbită caracterizată de o semiaxă mare de 2,21 ua, o excentricitate de 0,13 și o înclinație de 0,5° în raport cu ecliptica.